# История телевидения

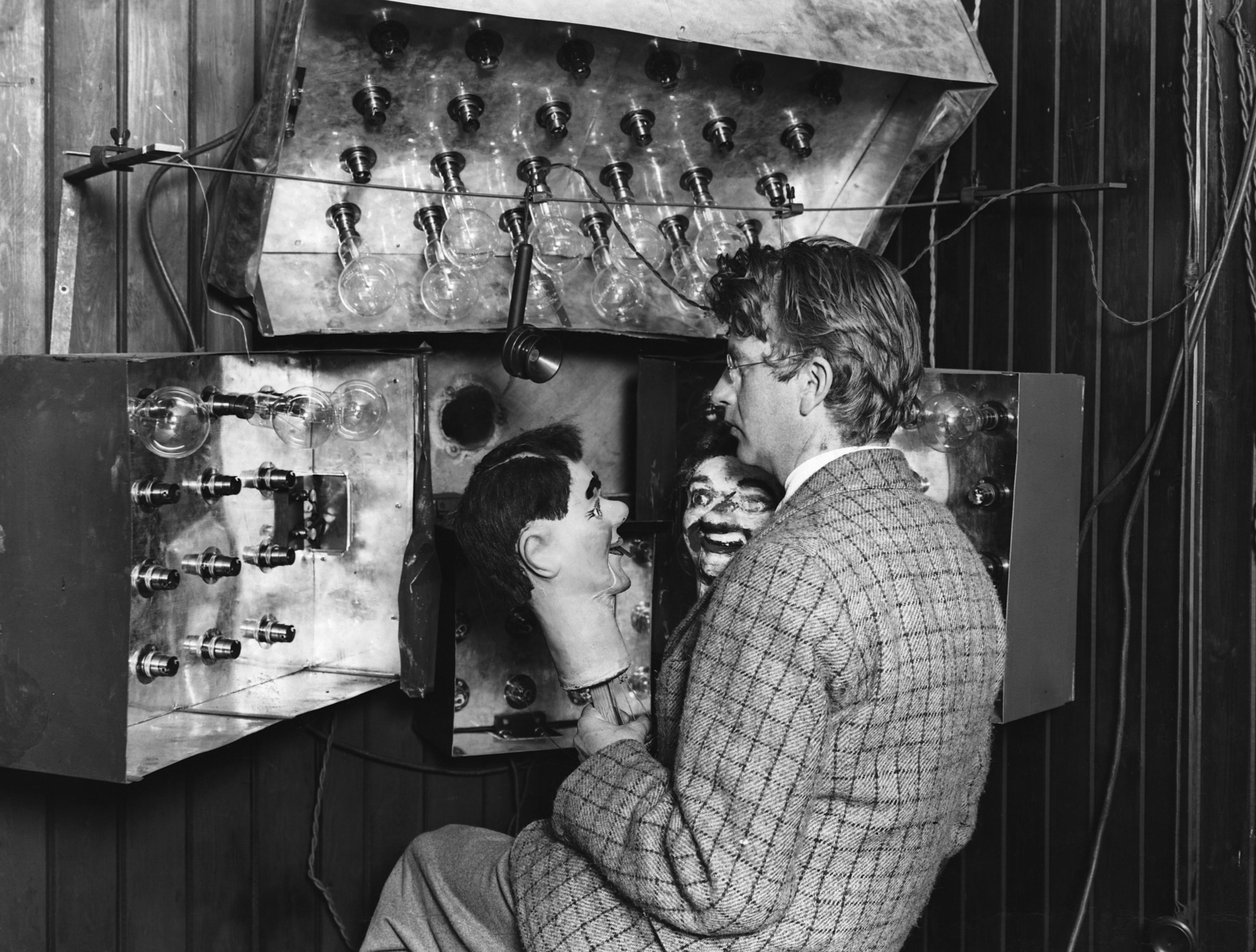
Джон Бэрд со своим телевизионным оборудованием и манекенами, используемыми для демонстрации передачи лиц (1925 г.)

История телевидения берёт начало из открытий, сделанных ещё в XIX веке, а используемые технологии основаны на результатах работы множества учёных и изобретателей.
Технология телевидения первоначально развивалась двумя путями — на механической и электронной основе. «Электронное телевидение» с использованием электронно-лучевых трубок (ЭЛТ) стало основой телевидения в XX веке. В конце XX века ему на смену пришло цифровое телевидение.
Регулярное вещание началось по технологии механического телевидения в конце 1920-х — начале 1930-х годов в США, а по технологии электронного телевидения — в середине 1930-х годов первоначально в Германии, а затем в Великобритании, Франции, США и СССР.
Великобритания стала первой страной, где (в конце 1930-х годов) телевизоры производились тысячами. В 1950-х годах в ряде стран телевидение стало подлинно массовым (в частности, в США в 1953 году насчитывалось около 25 млн телевизоров).

## Открытия, способствовавшие созданию телевидения
Изобретению полноценного телевидения предшествовали разработки технологии передачи на расстояние неподвижных изображений, начатые в середине XIX столетия. Первой из них считается факсимильная машина Александра Бейна, запатентованная в 1843 году. Большинство таких устройств XIX века было основано на фотомеханических процессах, позволяющих переводить изображение в комбинацию токопроводящих и изолированных участков, пригодную для преобразования в электрический сигнал.
В 1880 году английский изобретатель Шелфорд Бидуэлл сконструировал сканирующий фототелеграф, который стал первым телефаксом, способным сканировать изображение без необходимости ручного черчения
Телевидение стало возможным благодаря открытию Уиллоуби Смитом фотопроводимости селена в 1873 году, а также внешнего фотоэффекта Генрихом Герцем в 1887 году.
Дополнительный импульс разработкам придало изобретение сканирующего диска Паулем Нипковым в 1884 году, ставшего основным элементом механического телевидения вплоть до начала Второй мировой войны.
В России впервые передача изображения на расстоянии состоялась в 1911 году при участии профессора Бориса Розинга и четырёх профессоров Санкт-Петербургского технического института, а в 1912 году начались опыты по приёму радиосигналов с Эйфелевой башни. Это был первый опыт работы будущего основателя телевидения, студента того же технического института — Владимира Зворыкина.
Первую демонстрацию мгновенной передачи изображений осуществил немецкий физик Эрнст Румер. В конце 1909 года он продемонстрировал в Бельгии передачу простых изображений по телефонному проводу на расстояние 115 км. Экран представлял собой 25 селеновых ячеек, способных передавать пиксельное изображение формата 5х5. В то время эта демонстрация была описана как «первая в мире действующая модель телевизионного аппарата».

## Механическое телевидение

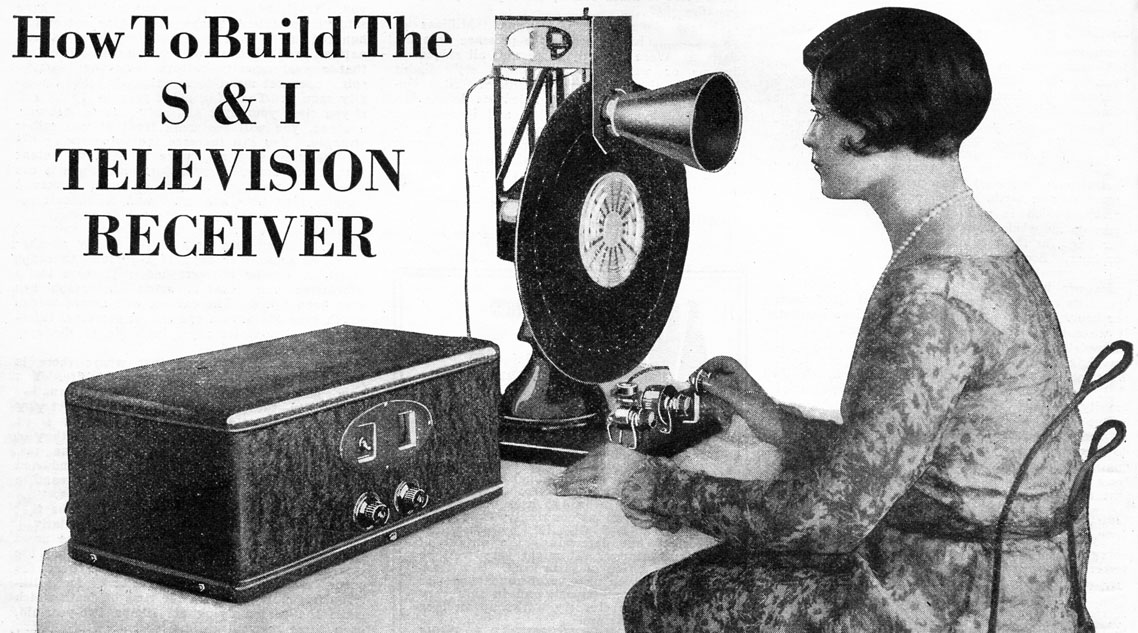
Механический телевизор 1928 года

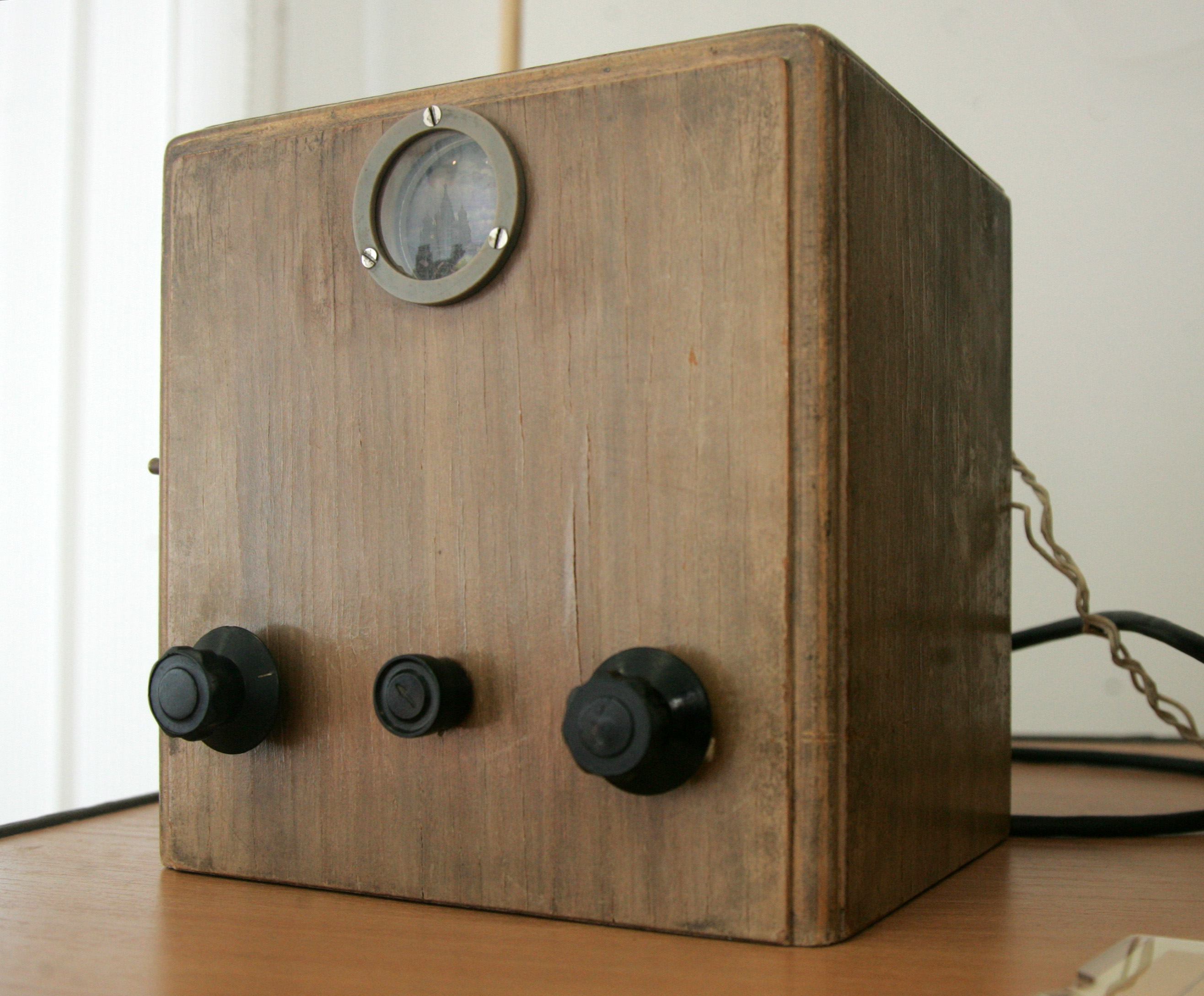
Телеприставка «Б-2» с механической развёрткой диском Нипкова в экспозиции Музея нижегородской радиолаборатории. СССР, 1933 год

Основанные на диске Нипкова системы механического телевидения были практически реализованы в 1920-е годы Джоном Бэрдом в Великобритании, Чарльзом Дженкинсом — в США, Ованесом Адамяном и независимо Львом Терменом — в СССР.
Первая в мире передача движущегося изображения была осуществлена в 1923 году американцем Чарльзом Дженкинсом, с использованием для передачи механической развёртки, но передаваемое изображение было силуэтным, то есть не содержало полутонов.
Первая пригодная для передачи движущихся полутоновых изображений механическая система была продемонстрирована 26 января 1926 года шотландским изобретателем Джоном Бэрдом, основавшим в 1928 году Baird Television Development Company.
Имелись и другие системы механического телевидения: изобретённый в 1931 году «бегущий луч» Манфреда фон Арденне и английская система механического телевидения Scophony, позволявшая создавать изображения на экране размером почти 3 на 4 метра с разрешением в 405 строк. Однако, ни одна из механических систем не выдержала конкуренции с более дешёвыми и надёжными электронными системами телевидения.
Первая телевизионная станция WCFL, основанная на механической развёртке, вышла в эфир в Чикаго 12 июня 1928 года. Её создателем был Улисс Санабриа.
19 мая 1929 года он впервые использовал для передачи изображения и звука один диапазон радиоволн, начав трансляцию звукового сопровождения радиостанцией WIBO, а видеосигнала — станцией WCFL. Это событие можно считать началом современного телевидения.
Вскоре в США появилось несколько телестанций, а нью-йоркская студия W2XAB, принадлежащая CBS, с 1931 года вещала c 60-строчной механической развёрткой семь дней в неделю (от двух до семи часов в день). Однако к 1935 году электромеханическое телевещание в США прекратилось, за исключением нескольких станций при государственных университетах, которые продолжали действовать до 1939 года.
Механические телевизоры выпускались малыми сериями, например, один из первых коммерческих телевизоров Visionette (от компании Western Television), который производился в США с 1929 года, имел суммарный объём выпуска менее 300 штук. Их экран, размером с почтовую марку, оборудовался увеличительным стеклом.
В СССР с 1931 года использовался «немецкий» стандарт механического телевидения с разложением на 30 строк и частотой 12,5 кадров в секунду. Первоначально передача звука не предусматривалась. Сначала при помощи системы велись экспериментальные передачи кинофильмов и событийные трансляции, а с 15 ноября 1934 года началось регулярное вещание по 1 часу 12 раз в месяц. Среди радиолюбителей получило широкое распространение конструирование самодельных механических телевизоров, поскольку использовавшиеся тогда радиодиапазоны позволяли принимать телепередачи на больших расстояниях. В 1937 году в Ленинграде была издана брошюра «Самодельный телевизор».

## Изобретение электронного телевидения

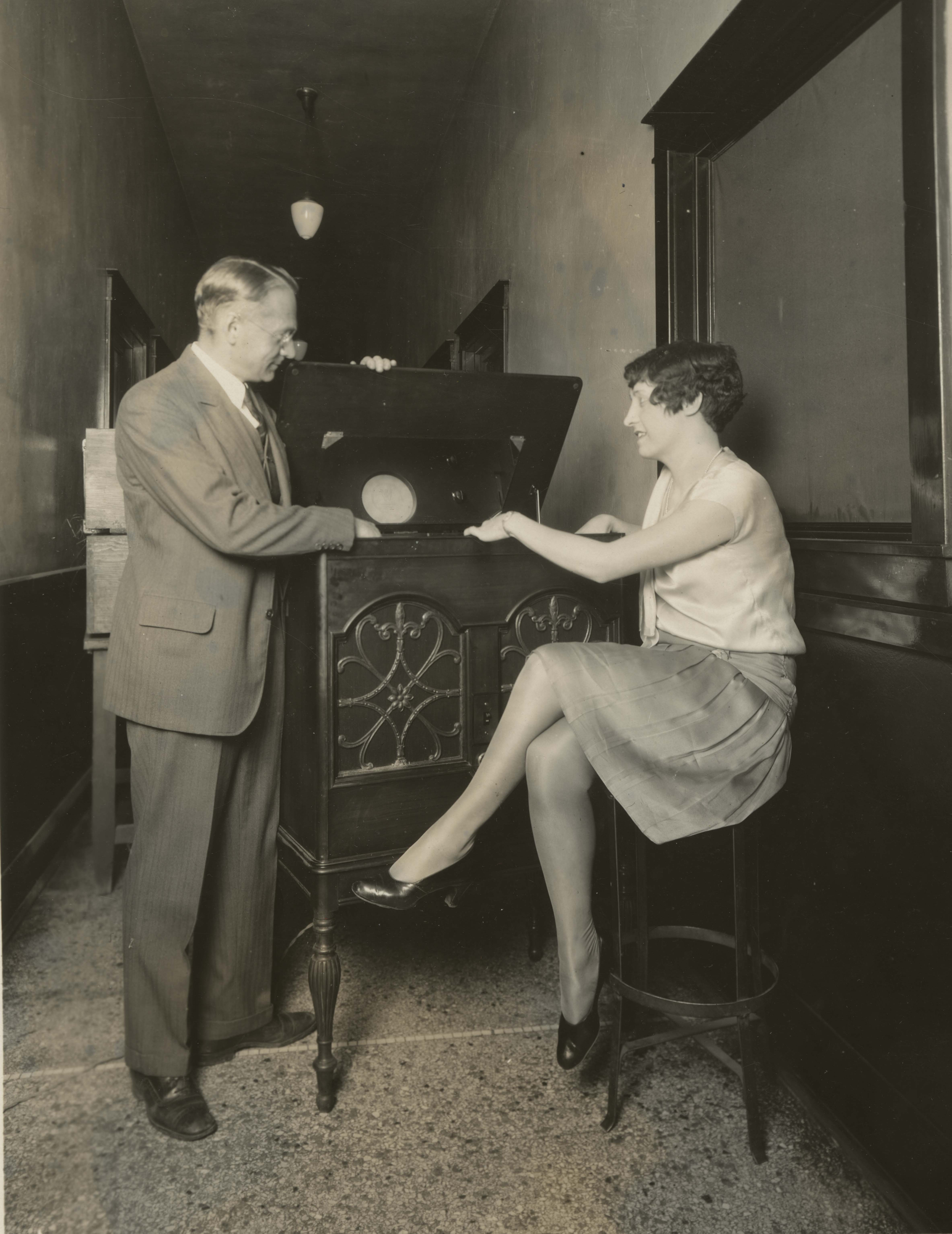
Владимир Зворыкин со сконструированным им электронным телевизором. США, 1934 год

Самая ранняя версия электронно-лучевой трубки была изобретена немецким физиком Карлом Фердинандом Брауном в 1897 году. Он был первым, кто предложил использовать ЭЛТ в качестве устройства отображения.
В 1907 году Макс Дикманн (ученик Брауна) продемонстрировал двадцатистрочную растровую развёртку на вакуумной трубке, что соответствовало экрану на 400 пикселей. Он смог сформировать на трубке изображения, которые ещё не отображали реальный оптический объект. Дикман (совместно с Г.Глаге) оформил патент на использование электронно-лучевой трубки для формирования изображения в 1906 году.
Важный шаг в развитии телевидения сделал профессор Петербургского технологического института Борис Розинг. Ему удалось добиться передачи на расстояние изображения в виде решётки из четырёх светлых полос на тёмном фоне — в опыте 9 мая 1911 года. Это была первая в мире телевизионная передача с использованием видеосигнала. При этом для воспроизведения изображения использовалась электронно-лучевая трубка, а для передачи применялась механическая развёртка. Вскоре он публично продемонстрировал передачу других неподвижных изображений (в т.ч. слабосфокусированный силуэт реальных объектов, например, ладони). Патент на  «Способ электрической передачи изображения» Розинг получил в 1907 году.
В 1925 году венгерский физик Кальман Тиханьи изобрёл технологию «накопления заряда», позволявшую намного улучшить качество картинки. Он также впервые описал принцип плазменного экрана.
В 1926 году японский исследователь Кэндзиро Такаянаги при помощи электронно-лучевой трубки продемонстрировал неподвижное изображение слога катаканы . В 1928 году он смог передать изображение человека c развёрткой в 40 строк
.
Эксперименты с передачей движущегося изображения при помощи электронно-лучевой трубки проводились в 1928 году в Ташкенте изобретателями Борисом Грабовским и Иваном Белянским. Однако согласно заключению Минсвязи СССР, работоспособность получившейся системы не доказана ни документами, ни показаниями непосредственных свидетелей.
| 1930-1939 1940-1949 1950-1959 1960-1969 | 1970-1979 1980-1989 1990-1999 2000-2025 | Нет телевидения Нет данных |

Внедрение телевидения в мире по годам

В 1931 году американский изобретатель и предприниматель Аллен Дюмонт разработал электронно-лучевую трубку, способную долго работать (ранее срок работы ЭЛТ составлял лишь несколько десятков часов). Изобретение Дюмонтом первой долговечной электронно-лучевой трубки сделало телевидение коммерчески жизнеспособным. Его компания начала продавать телевизоры с 1937 года, став конкурентом RCA.
Настоящим прорывом в чёткости изображения электронного телевидения, что решило в конце концов в его пользу соревнование с механическим, стал «иконоскоп», изобретённый в 1931 году русским эмигрантом Владимиром Зворыкиным, учеником Бориса Розинга, работавшим в то время в корпорации Radio Corporation of America (RCA). Её президентом был другой выходец из Российской империи — Давид Сарнов. Именно он обеспечил небывалое по размерам финансирование разработок Зворыкина и создание новой системы коммуникаций США.
Иконоскоп — передающая телевизионная трубка, позволившая организовать электронное телевещание. Вскоре после Зворыкина аналогичные приборы смогли изготовить Кальман Тиханьи, Кэндзиро Такаянаги и
советский учёный Семён Катаев.
Изобретённый в 1927 году электронный «диссектор» Фило Фарнсуорта оказался менее эффективным по сравнению с иконоскопом (из-за отсутствия эффекта накопления заряда), и не получил распространения. Чтобы в дальнейшем избежать патентных споров, компания RCA выкупила у Фарнсуорта права на его изобретение за миллион долларов и использовала некоторые из его наработок.

## Начало регулярного вещания электронного телевидения
Изобретения Дюмонта и Зворыкина сделали возможным коммерческое телевидение по электронной технологии.
В 1932 году при помощи иконоскопа с передатчика мощностью 2,5 кВт, установленного на Эмпайр-стейт-билдинг в Нью-Йорке, начались первые экспериментальные передачи электронного телевидения с разложением на 240 строк. Сигнал принимался на расстоянии до 100 км на телевизоры, выпущенные к тому моменту компанией RCA на основе кинескопа Зворыкина.
Однако начать регулярное вещание электронного телевидения в США помешала Великая депрессия, совпавшая по времени с появлением пригодных для этого систем.

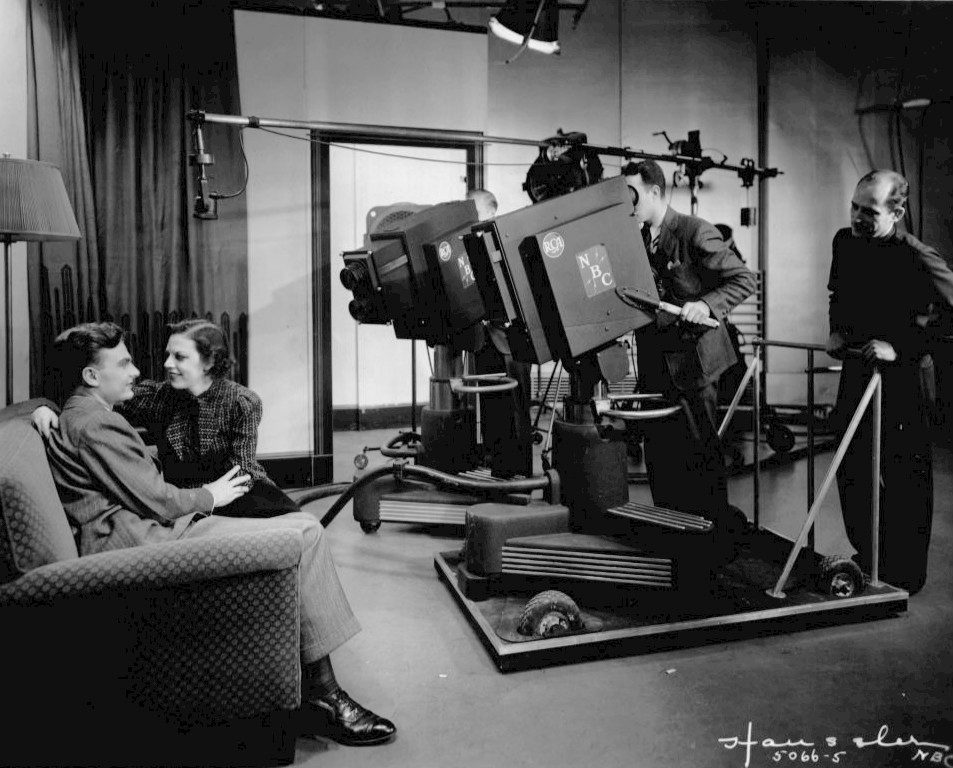
Съёмка сцены с помощью телекамер с иконоскопом для экспериментальной телепередачи NBC в 1937 году

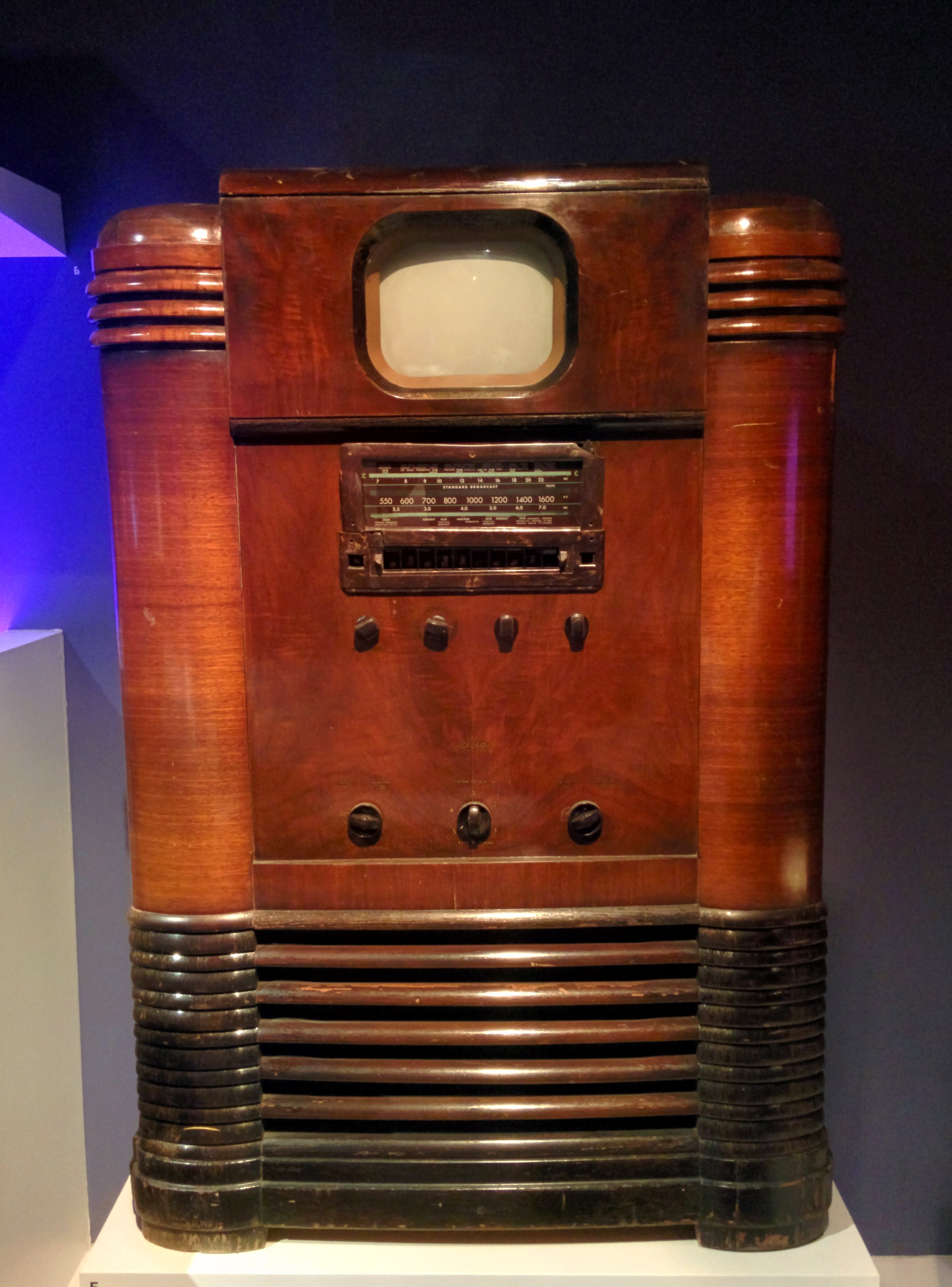
Телевизор RCA TRK-9 (1939 г.)

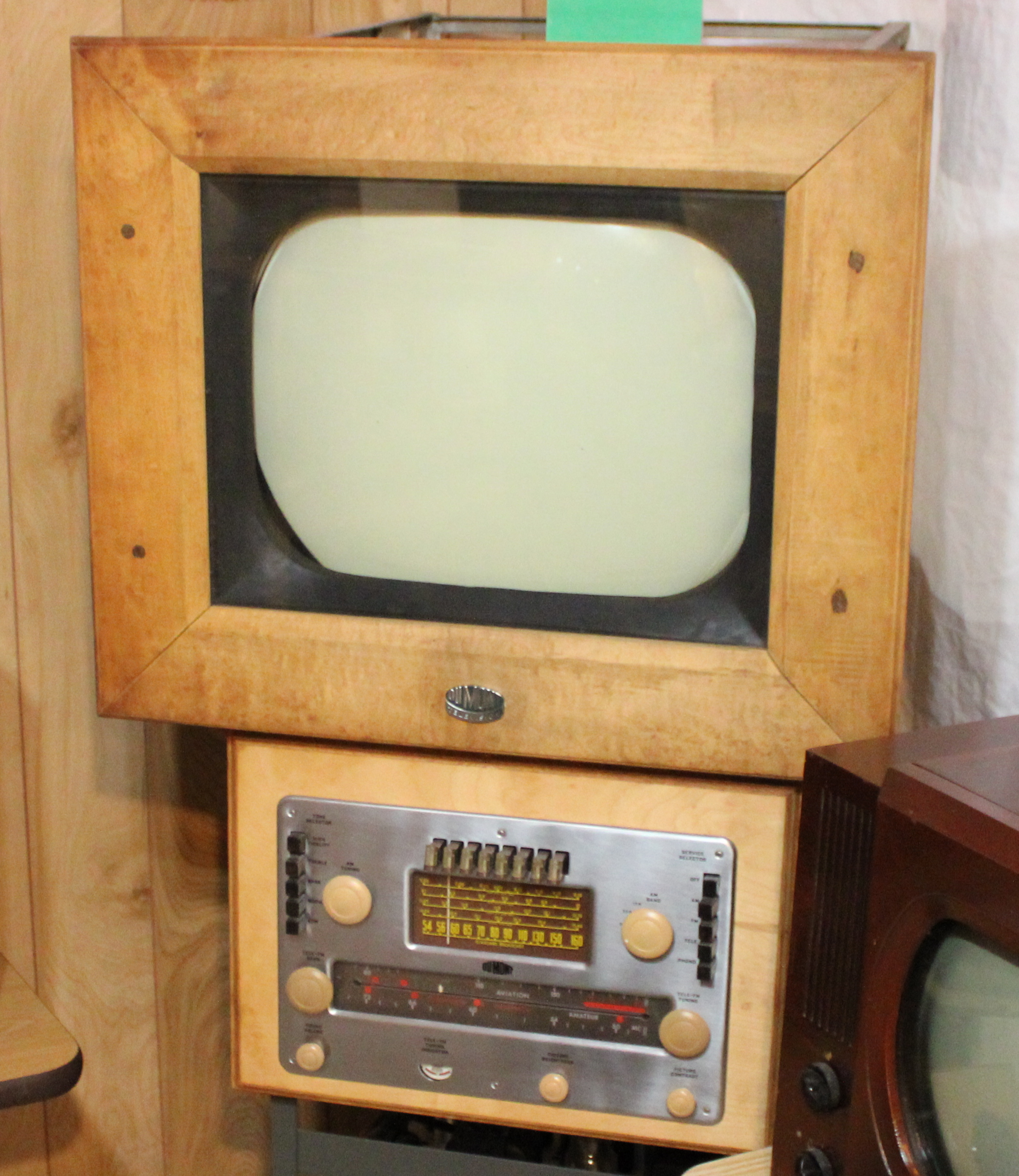
Телевизор американской компании DuMont Laboratories 1940-х годов

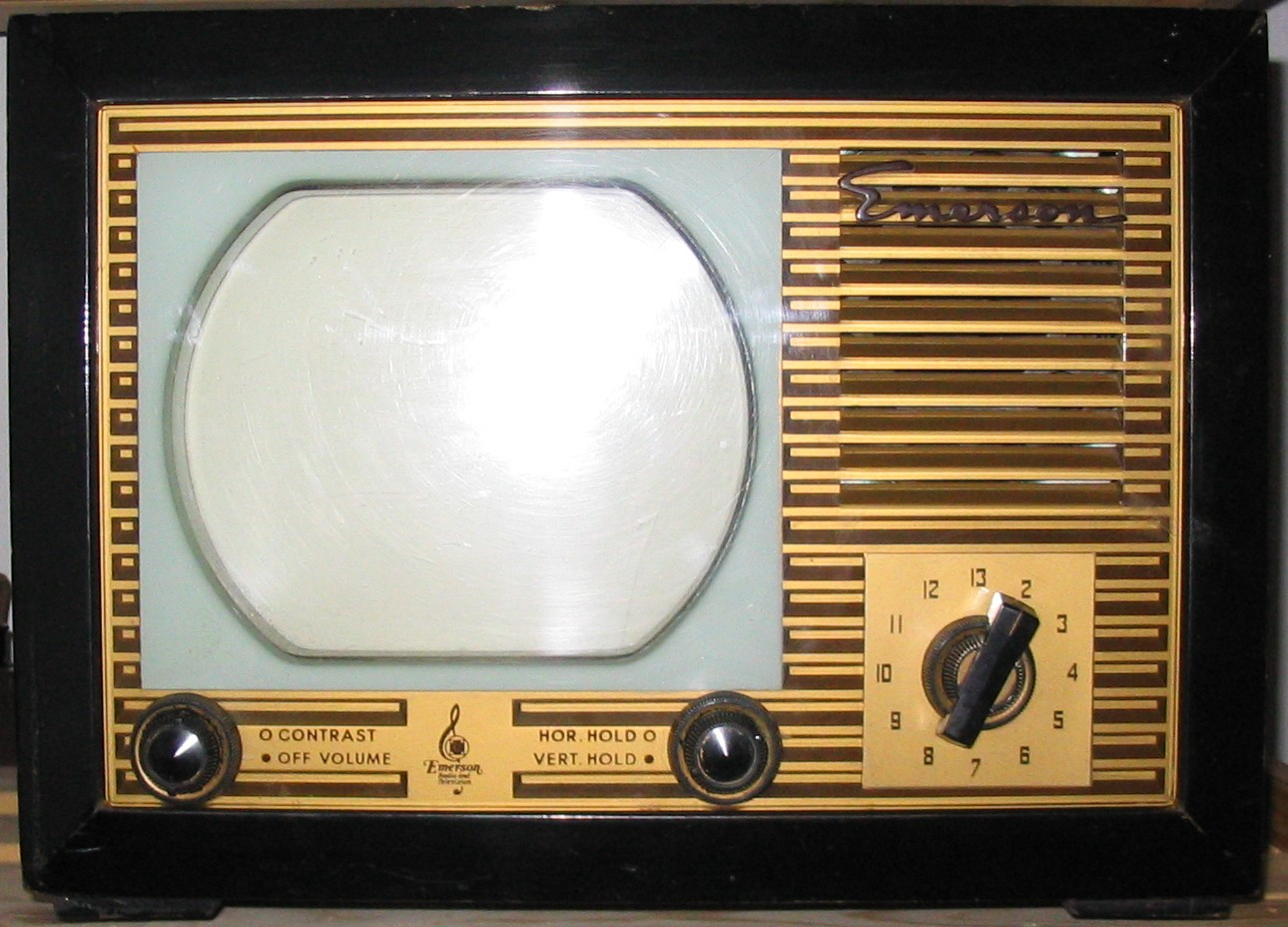
Телевизор Emerson Radio 610, который можно было приобрести менее, чем за 100 долларов (1949 г.)

Первый в мире телеканал, вещающий по электронной технологии регулярно — DFR («Deutscher Fernseh-Rundfunk» — «Немецкое телевизионное радиовещание»), запущен в 1934 году немецкой телерадиокомпанией RRG после того, как RCA передала лицензию компании Telefunken.
Берлинская Олимпиада 1936 года стала первой, с которой велась прямая телетрансляция. При этом использовались как электронные телевизионные камеры с развёрткой на 180 строк, так и специальная кинотелевизионная система с промежуточной киноплёнкой, позволявшая оперативно осуществлять замедленные повторы наиболее интересных моментов. Трансляции можно было смотреть в общественных местах.
DFR вещал до 1944 года, пока в результате бомбардировок не был разрушен Берлинский телецентр. В Германии была разработана модель телевизора для серийного производства, однако массовому выпуску помешала война. В дальнейшем её конструктивные решения использовались в телевизорах серии «Ленинград».
В 1936 году в Великобритании началось регулярное электронное вещание по системе, считавшейся тогда телевидением высокой чёткости: с развёрткой на 405 строк, которую создала компания Marconi-EMI. Работой руководил выходец из Российской империи, инженер Исаак Шёнберг (он создал аналог иконоскопа в 1932 году). Уже в 1937 году количество телевизоров в стране исчислялось тысячами, а к началу Второй мировой войны в Великобритании было продано около 20 тыс. телевизоров (в частности, производства Marconi-EMI и компании Джона Бэрда).
Регулярное ежедневное вещание было организовано во Франции в 1937 году с передатчика на Эйфелевой башне с развёрткой 455 строк. С 1949 года во Франции применялся «рекордный» для того времени стандарт телевидения в 819 строк.
В 1939 году RCA начала регулярное телевизионное вещание из студий NBC на агломерацию Нью-Йорка c передатчика на Эмпайр-Стейт-Билдинг. Одновременно RCA начала выпускать модели телевизоров (TT-5, TRK-5 и TRK-9), предназначенные для широкой продажи (первоначально — в магазинах Нью-Йорка). Для богатых людей предлагался телевизор TRK-12 за 600 долларов, демонстрационные экземпляры которого имели прозрачный пластиковый корпус, что поражало воображение публики в то время.
В СССР — в Москве и Ленинграде — открылись телецентры, осуществлявшие экспериментальные передачи по электронной технологии. Ленинградский использовал отечественное оборудование со стандартом разложения на 240 строк. Московский телецентр вещал в «американском» стандарте на 343 строки и был оснащён оборудованием RCA.

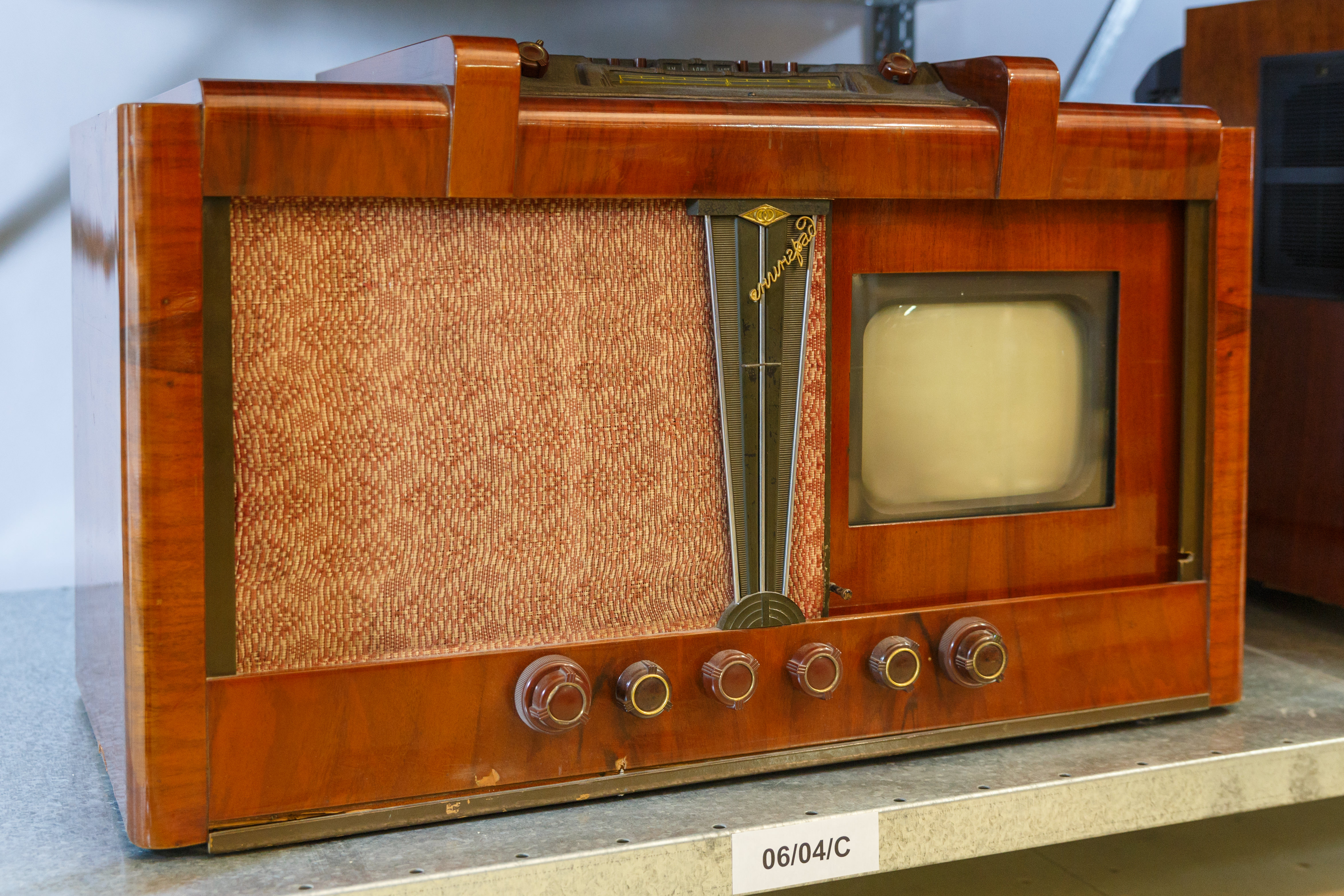
Советский телевизор «Ленинград Т-2» (1949 г.)

Регулярное электронное телевещание в СССР было впервые начато Опытным ленинградским телецентром (ОЛТЦ) 1 сентября 1938 года. Для приёма этих программ в опытных мастерских ВНИИТ было изготовлено 20 экземпляров телевизора «ВРК» (Всесоюзный радиокомитет) с экраном 13×17,5 сантиметров. Заводом «Радист» c 1940 года выпускались телевизоры 17ТН-1, также пригодные для приёма передач ОЛТЦ. Часть из них использовалась в качестве мониторов на телецентре, а остальные — для коллективного просмотра во дворцах культуры и заводских клубах. Передачи проводились дважды в неделю.
В Москве регулярное электронное вещание началось 10 марта 1939 года. В этот день московский телецентр на Шаболовке при помощи передатчика мощностью 17 кВт, установленного на Шуховской башне, передал в эфир документальный фильм об открытии XVIII съезда ВКП(б). В дальнейшем передачи велись 4 раза в неделю по 2 часа.
Весной 1939 года в Москве передачи принимали более 100 телевизоров «ТК-1» с экраном 14×18 сантиметров, выпускавшихся по документации RCA. Так же, как и «ВРК» в Ленинграде, эти телевизоры использовались для коллективных просмотров.
В 1949 году появился первый массовый советский электронный телевизор «КВН-49», рассчитанный на современный стандарт разложения в 625 строк.

## Появление цветного телевидения

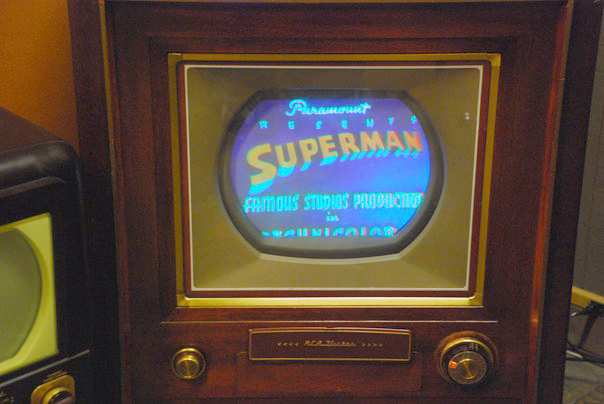
Первый массовый цветной телевизор RCA CT-100 (1954 г.)

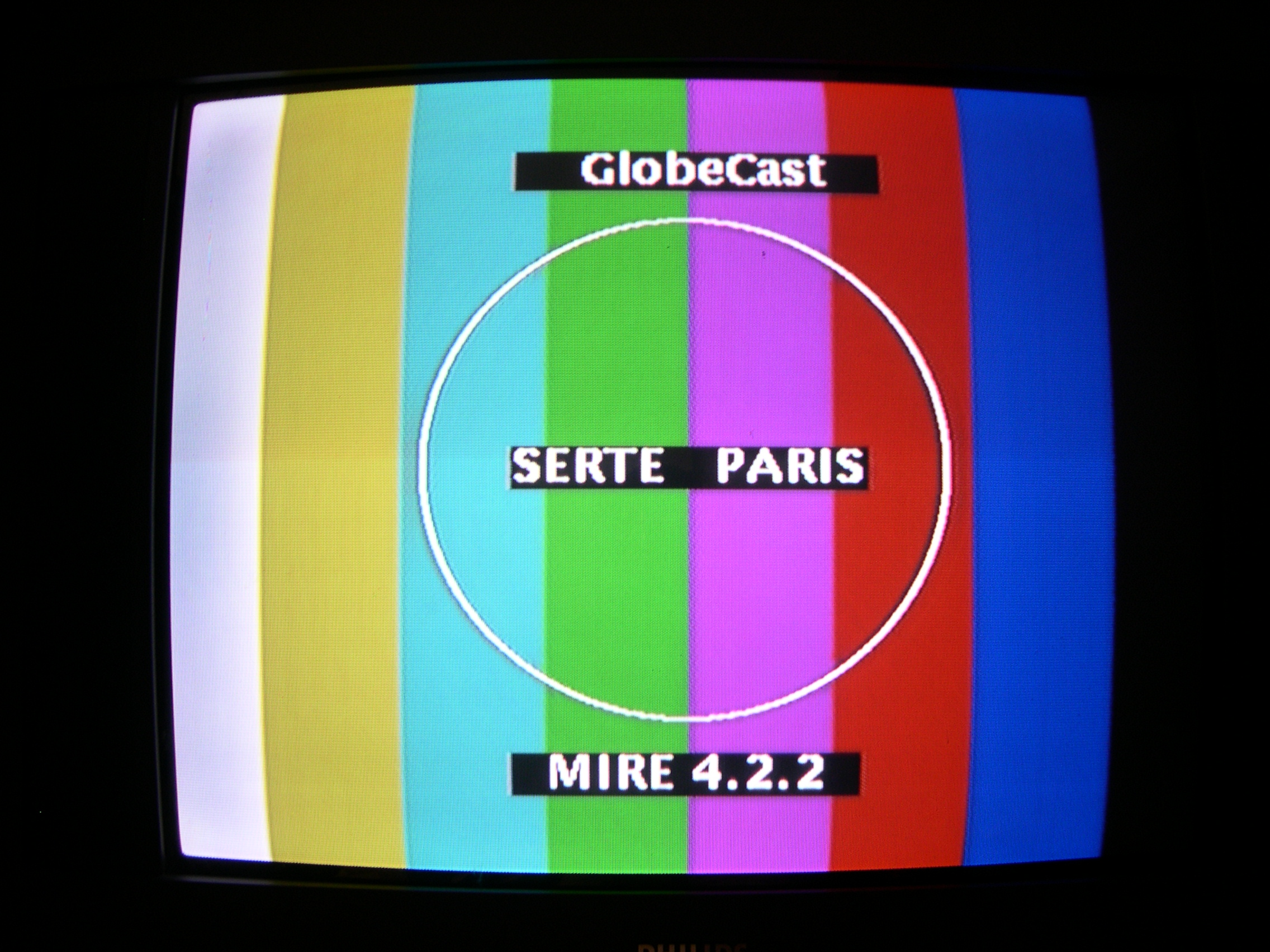
Тестовая передача цветного телевидения

Разработки технологий передачи цветного изображения начались ещё в эпоху механического телевидения (такую систему с тремя дисками Нипкова в 1928 году демонстрировал Джон Бэрд), но первыми пригодными для вещания оказались гибридные системы, сочетающие электронное телевидение с механическим цветоделением.
17 октября 1950 года в США принят первый в мире стандарт цветного телевещания с последовательной передачей цвета. Передачи телекомпании CBS велись из пяти станций в Нью-Йорке, Бостоне, Филадельфии, Балтиморе и Вашингтоне. Тысячи людей могли смотреть их в специальных аудиториях, универмагах и отелях. Однако этот стандарт использовавался меньше четырёх месяцев и был отменён из-за полной несовместимости с чёрно-белыми телевизорами.
Спустя три года в СССР началось регулярное экспериментальное цветное вещание по аналогичной системе с последовательной передачей цвета. Приёмник «Радуга» оснащался чёрно-белым кинескопом с диагональю 18 см, перед которым синхронный электродвигатель с частотой 1500 оборотов в минуту вращал диск с тремя парами цветных светофильтров. Цветной приём обеспечивался только в зоне московской электросети, так как синхронизация осуществлялась общим со студийными камерами источником переменного тока. Вещание продолжалось до 5 декабря 1955 года, когда принцип был признан бесперспективным и в СССР.
В 1951 году компания RCA впервые продемонстрировала свою «полностью электронную» систему цветного изображения, совместимую с чёрно-белыми телевизорами, которых насчитывалось в США к 1953 году свыше 25 млн штук.
18 декабря 1953 года в США утверждён стандарт NTSC, раздельно передающий информацию о яркости и цвете, и полностью совместимый с чёрно-белыми телевизорами.
В апреле 1954 года в массовую продажу поступила модель цветного телевизора RCA CT-100, а через несколько лет на американском рынке предлагались уже десятки разных моделей.
Хотя цветные трансляции на массовых телеканалах начались в 1954 году, количество цветных передач росло довольно медленно и только в 1965—1968 годы крупнейшие телевизионные компании США полностью перешли на цветное вещание. Быстрому переходу к цвету препятствовала дороговизна и громоздкость оборудования, в частности, ранние цветные телекамеры весили (со всеми необходимыми приспособлениями) почти полтонны.
С 14 января 1960 года в СССР началось экспериментальное цветное телевещание по стандарту «ОСКМ», который был копией американского NTSC, адаптированной под советскую вещательную систему.
В середине 1960-х годов были разработаны две европейские системы цветного телевидения: западногерманский PAL и французский SECAM, которые также начали тестироваться в СССР. Одновременно с ними пробные передачи велись по системе «ЦТ НИИР», разработанной под руководством Владимира Теслера.
Сравнительный анализ четырёх систем выявил преимущества французской при вещании на большие расстояния.
В 1967 году во Франции и СССР был утверждён стандарт SECAM цветного телевещания, действующий до сегодняшнего дня. Первая широковещательная передача по системе SECAM в СССР была приурочена к 50-летней годовщине Октябрьской революции, отмечавшейся 7 ноября 1967 года, а массовое производство и продажа цветных телевизоров началась в 1970-е годы.
С 1978 года все передачи Центрального телевидения СССР стали передаваться в цвете, а к 1987 году цветное оборудование получили все периферийные телецентры.

## Появление цифрового телевидения
Первые системы механического и электронного телевидения, в том числе цветные, были аналоговыми. Цифровое телевидение отличается от аналогового тем, что в эфир передаётся не аналоговый сигнал, а цифровой, представляющий собой поток данных, описывающих исходные аналоговые сигналы изображения и звука. Главное преимущество цифрового телевидения перед аналоговым — более высокая устойчивость к накоплению искажений на всех этапах производства программ и их доставки до конечного потребителя. Ещё одно важное достоинство — меньший объём данных, передаваемых по каналам связи, а также широкие возможности для получения дополнительных сервисов. В полосе частот одного аналогового телевизионного канала передаются несколько каналов цифрового телевещания стандартной чёткости, что значительно снижает себестоимость распространения сигнала одного телеканала. За счёт освобождения диапазонов, ранее занятых аналоговым вещанием, получается так называемый «частотный дивиденд», который может использоваться, например, для некоторых систем мобильной связи (UMTS).

Стандарты цифрового вещания по странам

Возможность осуществить цифровое телевидение появилась только после создания достаточно мощных компьютеров, пригодных для обработки видеосигнала в реальном времени. Массовые технологии цифрового вещания появились только в 1990-х годах, однако первые работы по созданию действующих систем и стандартов начались уже в начале 1970-х годов. Одним из пионеров цифрового телевидения стала японская телекомпания NHK, создавшая опытные образцы оборудования. Практически одновременно с работами NHK в 1972 году начались консультации в 11-й исследовательской комиссии МККР под председательством Марка Кривошеева по проектированию будущих стандартов цифрового ТВ. Первыми итогами работы комиссии стали изданные в 1982 году рекомендации BT.601 по цифровому кодированию и начало исследований по эффективной компрессии цифровых данных для передачи.
В середине 1980-х компании Toshiba, Sony и NEC выпустили телевизоры с цифровой обработкой видео (что сделало возможным функции «стоп-кадр», показ двух каналов одновременно «картинка в картинке» и др.), но принимаемый сигнал оставался аналоговым.
В начале 1990-х годов с падением удельной стоимости компьютерного оборудования стала очевидна осуществимость цифрового телевидения. Начались основные работы по созданию общемировых стандартов, которыми стали американский ATSC, японский ISDB-T и европейский DVB-T. Ведущая роль в этих процессах также принадлежит 11-й исследовательской комиссии МККР, в 2000 году издавшей рекомендацию BT.1306, которая позволила гармонизировать три вещательных стандарта друг с другом. Разработка и успешное внедрение стандартов цифрового вещания способствовали также началу распространения телевидения высокой чёткости. Первый стандарт ТВЧ, внедрённый компанией NHK в 1989 году, был аналоговым и мог передаваться только по спутниковым каналам.
Цифровая технология позволила решить большинство проблем ТВЧ и начать широкое вещание по стандартам 720p и 1080i в 1998 в США, в 2003 году в Японии и в 2004 году — в Европе. Даже при вещании в устаревших аналоговых форматах съёмка, звукозапись, монтаж и обработка производятся с цифровыми данными, преобразуемыми в аналоговый сигнал на последней стадии передачи в эфир.
Часто один и тот же цифровой контент одновременно передаётся по разным каналам как в цифровом виде, так и после цифро-аналогового преобразования, обеспечивая приём устройствами всех типов. Переход от аналогового вещания стандартной чёткости к цифровому был начат большинством стран в первом десятилетии 21-го века. В частности, в США переход в целом был завершён в 2009 году, оставшиеся аналоговые передатчики малой мощности должны завершить переход на цифровое вещание к 2021 году. Россия и Китай планировали к 2015 году полностью перейти на цифровое телевидение. Однако, из-за наличия большого числа аналоговых приёмников, в большинстве регионов России аналоговые передатчики продолжают работать. В 2016 году министр связи РФ Николай Никифоров заявил, что к 2018 году в России прекратится господдержка аналогового вещания, после чего оно станет невыгодным. К 2019 году в РФ все аналоговые передатчики были отключены, вещание прекращено, произошел перевод на приём цифрового эфирного сигнала всех телезрителей.